# Rockstar Advanced Game Engine
Rockstar Advanced Game Engine (RAGE) é um motor de jogo proprietário desenvolvido pela empresa Rockstar Games e por sua subsidiária Rockstar San Diego, baseada nos Estados Unidos. O motor utiliza a tecnologia motion capture,[carece de fontes?] e foi desenvolvido visando facilitar e melhorar a realidade dos jogos da nova geração.

## Jogos que utilizam a RAGE
| Ano  | Jogo                                     | Plataforma(s)                                                                                       | Desenvolvedor(es)  |
| ---- | ---------------------------------------- | --------------------------------------------------------------------------------------------------- | ------------------ |
| 2006 | Rockstar Games Presents Table Tennis     | Xbox 360, Wii                                                                                       | Rockstar San Diego |
| 2008 | Grand Theft Auto IV                      | Microsoft Windows, PlayStation 3, Xbox 360                                                          | Rockstar North     |
| 2008 | Midnight Club: Los Angeles               | PlayStation 3, Xbox 360                                                                             | Rockstar San Diego |
| 2009 | Grand Theft Auto IV: The Lost and Damned | Microsoft Windows, PlayStation 3, Xbox 360                                                          | Rockstar North     |
| 2009 | Grand Theft Auto: The Ballad of Gay Tony | Microsoft Windows, PlayStation 3, Xbox 360                                                          | Rockstar North     |
| 2010 | Red Dead Redemption                      | PlayStation 3, Xbox 360                                                                             | Rockstar San Diego |
| 2010 | Red Dead Redemption: Undead Nightmare    | PlayStation 3, Xbox 360                                                                             | Rockstar San Diego |
| 2012 | Max Payne 3                              | macOS, Microsoft Windows, PlayStation 3, Xbox 360                                                   | Rockstar Studios   |
| 2013 | Grand Theft Auto V                       | Microsoft Windows, PlayStation 3, PlayStation 4, PlayStation 5, Xbox 360, Xbox One, Xbox Series X/S | Rockstar North     |
| 2018 | Red Dead Redemption 2                    | Microsoft Windows, PlayStation 4, Stadia, Xbox One                                                  | Rockstar Studios   |
| 2026 | Grand Theft Auto VI                      | PlayStation 5, Xbox Series X/S                                                                      | Rockstar Studios   |